# Georg Aribert von Krosigk
Georg Aribert von Krosigk (* 6. Mai 1617 in Dessau; † 17. April 1665) war ein Gutsherr von Hohnsdorf und Beesedau und  ein Hessen-kasselscher Hauptmann.

## Familie
Georg Aribert von Krosigk stammte aus dem Adelsgeschlecht Krosigk. Er war ein Sohn des deutschen Hofbeamten Christoph von Krosigk und dessen Ehefrau Katharina Elisabeth geb. von Peblis († 14. Januar 1653), einer Schwester von Georg Hans von Peblis.
Krosigk hatte vierzehn Geschwister. Seine fünf Brüder waren: 
- Adolph Wilhelm von Krosigk (1609–1657)
- Georg Christoph von Krosigk (* 1610)
- Ernst Wittich von Krosigk (* 1614)
- Heinrich Philibert von Krosigk (1616–1642)
- Siegfried Hildebrandt von Krosigk († 1669).

Seine neun Schwestern waren:
- Dorothea Margaretha von Krosigk (1606–1656)[1] (⚭ Heinrich von Keudel aus Hessen, 1597–1661)[2]
- Johanna Elisabeth von Krosigk (* 1606) (⚭ Georg Aribert von Anhalt-Dessau)
- Anna Maria von Krosigk (* 1607)
- Sophia Eleonora von Krosigk (* 1608) (⚭ Georg VIII. Riedesel zu Eisenbach)
- Martha Juliana von Krosigk (1611–1666)[3] (⚭ Friedrich von Cramm)
- Ursula Catharina von Krosigk (* 1612)
- Magdalena Ursula von Krosigk (1613–1624)
- Susanna von Krosigk (* 1619; † 27. Juni 1658) (⚭ Lorenz Adolph von Krosigk zu Alsleben, * 1634)
- Ameley (Amalia) von Krosigk (* 1620) (⚭ Christoph von der Streithorst).

Krosigk heiratete Dorothea Susanna von Erlach aus Altenburg. Aus dieser Ehe ging hervor:
- Aribert Siegfried von Krosigk (1665–1707)[4] (⚭ Susanna Catharina von Bodenhausen aus Görzig (* 1670), Tochter von Bodo von Bodenhausen)
  - Christian Siegfried von Krosigk (1700–1757)

## Leben
Krosigk erbte von seinem Vater die Güter in Beesedau und Hohnsdorf. Er wurde Hauptmann im Kriegsdienst der Landgrafschaft Hessen-Kassel. Im Jahr 1651 führte er bei dem Begräbnis des Grafen von Barby, Jost Günther zu Barby (1598–1651), dessen Trauerpferd. 1652 wird er im Codex Anhaltinus erwähnt, als in einer Gerichtssache sein Anspruch auf die Wagauer Mark in der Nähe seines Gutes Hohnsdorf zurückgewiesen wurde.